# Tom Marino
Thomas Anthony Marino dit Tom Marino, né le 13 août 1952 à Williamsport (Pennsylvanie), est un homme politique américain, élu républicain de Pennsylvanie à la Chambre des représentants des États-Unis de 2011 à 2019.

## Biographie
Tom Marino est originaire de Williamsport, dans le comté de Lycoming en Pennsylvanie. Après des études de droit à la Dickinson School of Law de l'université d'État de Pennsylvanie, dont il sort diplômé en 1988, il devient avocat. Il est procureur de son comté natal à partir de 1992. De 2002 à 2007, il est procureur des États-Unis pour le district du centre de la Pennsylvanie.
En 2010, il se présente à la Chambre des représentants des États-Unis dans le 10e district de Pennsylvanie. Dans une circonscription historiquement républicaine, il bat le démocrate sortant Chris Carney en rassemblant 55,2 % des voix. Il est réélu avec 65,6 % des suffrages en 2012 et 62,6% % en 2014.
En septembre 2017, Marino est proposé par Donald Trump pour prendre la tête du Office of National Drug Control Policy (en). Critiqué pour ses liens avec l'industrie pharmaceutique et pour avoir participé à la rédaction d'une loi facilitant l'accès aux opioïdes en pleine crise sanitaire, il retire sa candidature le mois suivant.
Après avoir été réélu pour un cinquième mandat en 2018, il démissionne le 23 janvier 2019 pour raison de santé.

## Historique électoral

### Chambre des représentants
| Année | Tom Marino | Démocrate | Indépendant |
| ----- | ---------- | --------- | ----------- |
| Année |            |           |             |
| 2010  | 55,2 %     | 44,8 %    | —           |
| 2012  | 65,6 %     | 34,4 %    | —           |
| 2014  | 62,6 %     | 24,8 %    | 12,6 %      |
| 2016  | 70,3 %     | 29,7 %    | —           |